# Ellenboro (Wirginia Zachodnia)
Ellenboro – miasto w Stanach Zjednoczonych, w stanie Wirginia Zachodnia, w hrabstwie Ritchie.